# Liste des réserves de biosphère aux États-Unis
Cet article recense les réserves de biosphère aux États-Unis.

## Statistiques
En 2023, les États-Unis comptent 28 réserves de biosphère reconnues par l'UNESCO dans le cadre du programme sur l'homme et la biosphère.
La plus grande réserve est celle des Appalaches du sud, qui s'étend sur plus de 151 950 km2, dans 6 États. La plus petite est la réserve de biosphère des déserts des Mojaves et du Colorado (en), en Californie, qui ne couvre que 24 km2. Deux réserves sont situées à Porto Rico.
Le pays compte également 19 anciennes réserves de biosphère, qui ont été créées avant d'être supprimées par la suite.

## Gestion
Les réserves de biosphère sont fédérées au niveau national par un réseau, le US Biosphere Network (USBN).

## Listes

### Réserves actuelles
La liste suivante recense les réserves de biosphère des États-Unis en 2023.
| Réserve de biosphère                                | État ou territoire                                                  | Création | Superficie (km²) | Superficie (km²) | Superficie (km²) | Superficie (km²) | Notes | Illustration |
| Réserve de biosphère                                | État ou territoire                                                  | Création | Totale           | Centre           | Tampon           | Transition       | Notes | Illustration |
| --------------------------------------------------- | ------------------------------------------------------------------- | -------- | ---------------- | ---------------- | ---------------- | ---------------- | --- | ------------ |
| Apalachicola                                        | Floride                                                             | 1983     | 8 287            | 950              | 4 454            | 2 883            | Ancienne réserve des plaines côtières du Golfe, renommée en 2017                                                                 |              |
| Appalaches du sud                                   | Alabama Caroline du Nord Caroline du Sud Géorgie Tennessee Virginie | 1988     | 151 953          | 2 353            |                  | 149 600          | Comprend, entre autres, le parc national des Great Smoky Mountains, et les parcs d'État du mont Mitchell et Grandfather Mountain |              |
| Big Bend                                            | Texas                                                               | 1976     | 2 832            | 2 832            |                  |                  | |              |
| Big Thicket (en)                                    | Texas                                                               | 1981     | 391              | 391              |                  |                  | |              |
| Cascade Head (en)                                   | Oregon                                                              | 1976     | 413              | 31               | 113              | 269              | |              |
| Champlain-Adirondak (en)                            | New York Vermont                                                    | 1986     | 39 900           | 10 326           | 10 574           | 19 000           | |              |
| Channel Islands                                     | Californie                                                          | 1976     | 4 797            | 4 797            |                  |                  | |              |
| Congaree                                            | Caroline du Sud                                                     | 1983     | 82               | 82               |                  |                  | Ancienne réserve de biosphère de la plaine côtière sud-atlantique, renommée en 2017                                              |              |
| Côte de Virginie (en)                               | Virginie                                                            | 1979     | 450              | 450              |                  |                  | |              |
| Crown of the Continent                              | Montana                                                             | 1976     | 4 101            | 4 101            |                  |                  | Ancienne réserve de biosphère de Glacier, renommée en 2017                                                                       |              |
| Denali                                              | Alaska                                                              | 1976     | 7 820            | 7 820            |                  |                  | |              |
| Everglades et Dry Tortugas (en)                     | Floride                                                             | 1976     | 6 364            | 6 364            |                  |                  | Regroupe les parcs nationaux des Everglades et des Dry Tortugas                                                                  |              |
| Glacier Bay-île de l'Amirauté                       | Alaska                                                              | 1986     | 15 150           | 15 150           |                  |                  | |              |
| Golden Gate (en)                                    | Californie                                                          | 1988     | 2 120            | 2 120            |                  |                  | |              |
| Guánica                                             | Porto Rico                                                          | 1981     | 44               | 44               |                  |                  | |              |
| Isle Royale                                         | Michigan                                                            | 1980     | 39 900           | 10 326           | 10 574           | 19 000           | |              |
| Jornada (en)                                        | Nouveau-Mexique                                                     | 1976     | 783              | 783              |                  |                  | |              |
| Luquillo                                            | Porto Rico                                                          | 1976     | 113              | 113              |                  |                  | |              |
| Mammoth Cave                                        | Kentucky                                                            | 1990     | 3 680            | 3 680            |                  |                  | Etendue en 1996 |              |
| Déserts des Mojaves et du Colorado (en)             | Californie                                                          | 1984     | 24               | 24               |                  |                  | Comprend des zones protégées des déserts des Mojaves et du Colorado                                                              |              |
| New Jersey Pinelands                                | New Jersey                                                          | 1988     | 4 382            | 4 382            |                  |                  | |              |
| Olympique                                           | Washington                                                          | 1976     | 3 734            | 3 734            |                  |                  | |              |
| Organ Pipe Cactus                                   | Arizona                                                             | 1976     | 1 339            | 1 339            |                  |                  | |              |
| Rocky Mountain                                      | Colorado                                                            | 1976     | 27 238           | 97               | 1 080            | 26 061           | |              |
| Sequoia-Kings Canyon (en)                           | Californie                                                          | 1976     | 3 495            | 3 495            |                  |                  | Regroupe les parcs nationaux de Sequoia et Kings Canyon                                                                          |              |
| Station biologique de l'université du Michigan (en) | Michigan                                                            | 1979     | 40               | 40               |                  |                  | |              |
| Yellowstone - Grand Teton                           | Wyoming                                                             | 1976     | 10 674           | 10 674           |                  |                  | Anciennement simplement "Yellowstone", renommée en 2018                                                                          |              |

### Anciennes réserves
Les États-Unis comptent également 19 anciennes réserves de biosphère qui ont été supprimées entre 2017 et 2019.
| Réserve de biosphère                 | État ou territoire                       | Création | Suppression | Illustration |
| ------------------------------------ | ---------------------------------------- | -------- | ----------- | ------------ |
| Beaver Creek (en)                    | Arizona                                  | 1976     | 2017        |              |
| Carolinienne-Atlantique sud          | Caroline du Nord Caroline du Sud Géorgie | 1986     | 2017        |              |
| Chaînes côtières californiennes (en) | Californie                               | 1983     | 2017        |              |
| Coram (en)                           | Montana                                  | 1976     | 2017        |              |
| Désert (en)                          | Utah                                     | 1976     | 2017        |              |
| Fraser (en)                          | Colorado                                 | 1976     | 2017        |              |
| H.J. Andrews (en)                    | Oregon                                   | 1976     | 2017        |              |
| Hubbard Brook (en)                   | New Hampshire                            | 1976     | 2017        |              |
| Îles Aléoutiennes                    | Alaska                                   | 1976     | 2017        |              |
| Îles Vierges                         | Îles Vierges                             | 1976     | 2017        |              |
| Konza Prairie (en)                   | Kansas                                   | 1978     | 2017        |              |
| Land Between the Lakes (en)          | Kentucky Tennessee                       | 1991     | 2017        |              |
| Niwot Ridge (en)                     | Colorado                                 | 1979     | 2017        |              |
| Noatak                               | Alaska                                   | 1976     | 2017        |              |
| Plaines centrales (en)               | Colorado                                 | 1976     | 2017        |              |
| San Dimas (en)                       | Californie                               | 1976     | 2018        |              |
| San Joaquin (en)                     | Californie                               | 1976     | 2019        |              |
| Stanislas-Tuolumne (en)              | Californie                               | 1976     | 2017        |              |
| Three Sisters                        | Oregon                                   | 1976     | 2017        |              |